# Національні навчальні лабораторії
У 1947 році Курт Левін заснував Інститут прикладної поведінкової науки Національні навчальні лабораторії, відомий як NTL Institute, американський некомерційний центр психології поведінки. NTL значно вплинула на сучасні корпоративні навчальні програми, зокрема розробила методологію T-groups, яка залишається актуальною й сьогодні. Левін помер на початку проекту, який продовжили співзасновники Рон Ліппіт, Лі Бредфорд і Кен Бенн серед інших. Інститут NTL створив або вплинув на інших помітних і впливових учасників руху за людські відносини в менеджменті після Другої світової війни, зокрема Дугласа Мак-Грегора (який, як і Левін, також помер молодим), Кріса Арджиріса, Едгара Х. Шайна та Воррена Бенніса.
NTL почала видавати The Journal of Applied Behavioral Science у 1965 році, і він залишається відомим виданням, яке вносить у галузь сукупність знань, що покращує розуміння процесів і результатів змін.
NTL Institute продовжує працювати у сфері організаційного розвитку. Початковий центр у Бетелі, штат Мен, продовжує працювати, але організація перемістила свою штаб-квартиру до Сілвер-Спринга, штат Меріленд.